# Lipe Veloso
Lipe Veloso (sinh ngày 7 tháng 4 năm 1997) là một cầu thủ bóng đá người Brasil. Anh thi đấu cho FC Tokyo.

## Sự nghiệp
Lipe Veloso gia nhập câu lạc bộ tại J1 League FC Tokyo năm 2017.